# Tom Stoppard
Tom Stoppard, ursprungligen Tomáš Sträussler, född 3 juli 1937 i Zlín, Tjeckoslovakien, är en brittisk dramatiker och manusförfattare. Stoppard har också regisserat en film, Rosenkrants och Gyllenstjerna är döda från 1990, som han skrev manus till baserat på sin egen pjäsförlaga.

## Biografi
Tom Stoppards judiska familj flydde Europa undan nazismen till Indien, där hans mor (fadern omkom under flykten) gifte om sig med en engelsk officer vars efternamn den unge Tom fick bära. Sedan 1946 är Stoppard bosatt och verksam i England. Hans manus för teater, film och tv behandlar ofta filosofiska problem och aktuella samhällsfrågor på ett originellt och humoristiskt sätt. 
Genombrottet kom med teaterpjäsen Rosenkrants och Gyllenstjerna är döda 1967, en fyndig parafras på Shakespeares Hamlet som vann en Tony Award som årets bästa pjäs. Stoppard skrev även manus till filmen med samma namn från 1990 som baserades på pjäsen. En annan stor framgång har varit filmen Shakespeare in Love 1998, där han tillsammans med medförfattaren Marc Norman vann en Oscar för bästa originalmanus.
Stoppards senaste uppsättning (West End, London, 2006) är den kritikerrosade pjäsen Rock’n Roll, som skildrar samhällsutvecklingen 1968-1990 genom två parallellhandlingar, där publiken växelvis får följa ett oppositionellt rockband i Prag och en akademikerfamilj i Cambridge, England. 
Tom Stoppard är också känd för sitt engagemang för mänskliga rättigheter och demokrati i Central- och Östeuropa, i synnerhet i hans ursprungsland Tjeckoslovakien. Under kommunisttiden upprätthöll han kontakten med och stödde aktivt dåvarande teatermannen och ledande dissidenten Václav Havel och demokratirörelsen Charta 77.

## Filmografi i urval
- 1985 – Brazil
- 1987 – Solens rike
- 1990 – Rosenkrants och Gyllenstjerna är döda
- 1998 – Shakespeare in Love
- 2012 – Anna Karenina
- 2017 – Tulpanfeber

## Teater (urval)
- 1976 – Dirty Linen and New-Found-Land (ett par pjäser som alltid utförs tillsammans)
- 1993 – Arcadia

## Utmärkelser
- Oscar för bästa originalmanus, för Shakespeare in Love,  21 mars 1999[10]
- Bodleymedaljen,  2004[11]
- Dan David-priset,  2008[12]
- Praemium Imperiale,  2009[13]
- Pinterpriset,  2013
- Laurel Award for Screenwriting Achievement,  2013
- Knight Bachelor
- Critics' Circle Award for Distinguished Service to the Arts
- Writers Guild of America Award
- Fellow of the Royal Society of Literature
- Kommendör av 2 klass av Brittiska imperieorden
- Förtjänstorden
- John Whiting Award
- Laurence Olivier Award

[Redigera Wikidata]